# Etteln
Etteln is een plaats in het zuiden van de Duitse gemeente Borchen, deelstaat Noordrijn-Westfalen, en telt 1.784 inwoners (gemeentestatistiek per 31 december 2019). Enkele kilometers westwaarts ligt afrit 30 Etteln van de Autobahn A33.

## Bijzondere gebouwen
In de rooms-katholieke dorpskerk van Etteln, die gewijd is aan de apostelen Simon en Judas Thaddeüs, bevindt zich een fraai barok altaar.
Ten noorden van het dorp, aan de rand van een fraai hellingbos, staat een in 1677 gebouwde, aan St. Lucia gewijde kapel, die ter plaatse Kluskapelle genoemd wordt.

## Met Etteln verbonden personen
Franz-Josef Hermann Bode (Paderborn, 16 februari 1951), Duits geestelijke en bisschop van de Rooms-Katholieke Kerk, groeide op te Etteln.
Hubertus Schmidt (Haaren, 8 oktober 1959), een Duitse ruiter, die gespecialiseerd is in dressuur, en die in 2004 olympisch goud in deze discipline behaalde, bezit te Etteln een stoeterij, genaamd Fleyenhof. Hier worden warmbloed-paarden voor de paardensport gefokt.

## Afbeeldingen

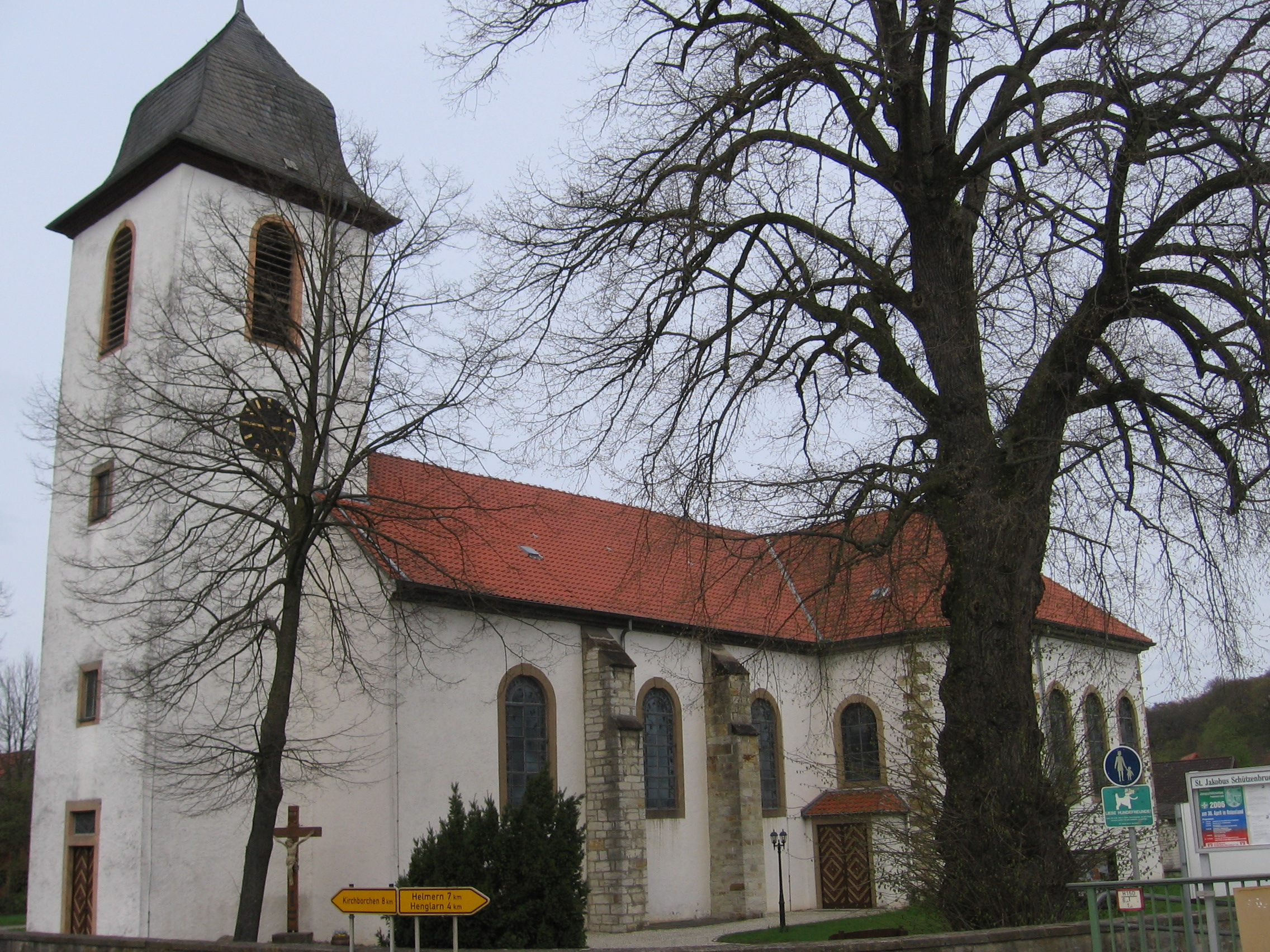
Dorpskerk te Etteln
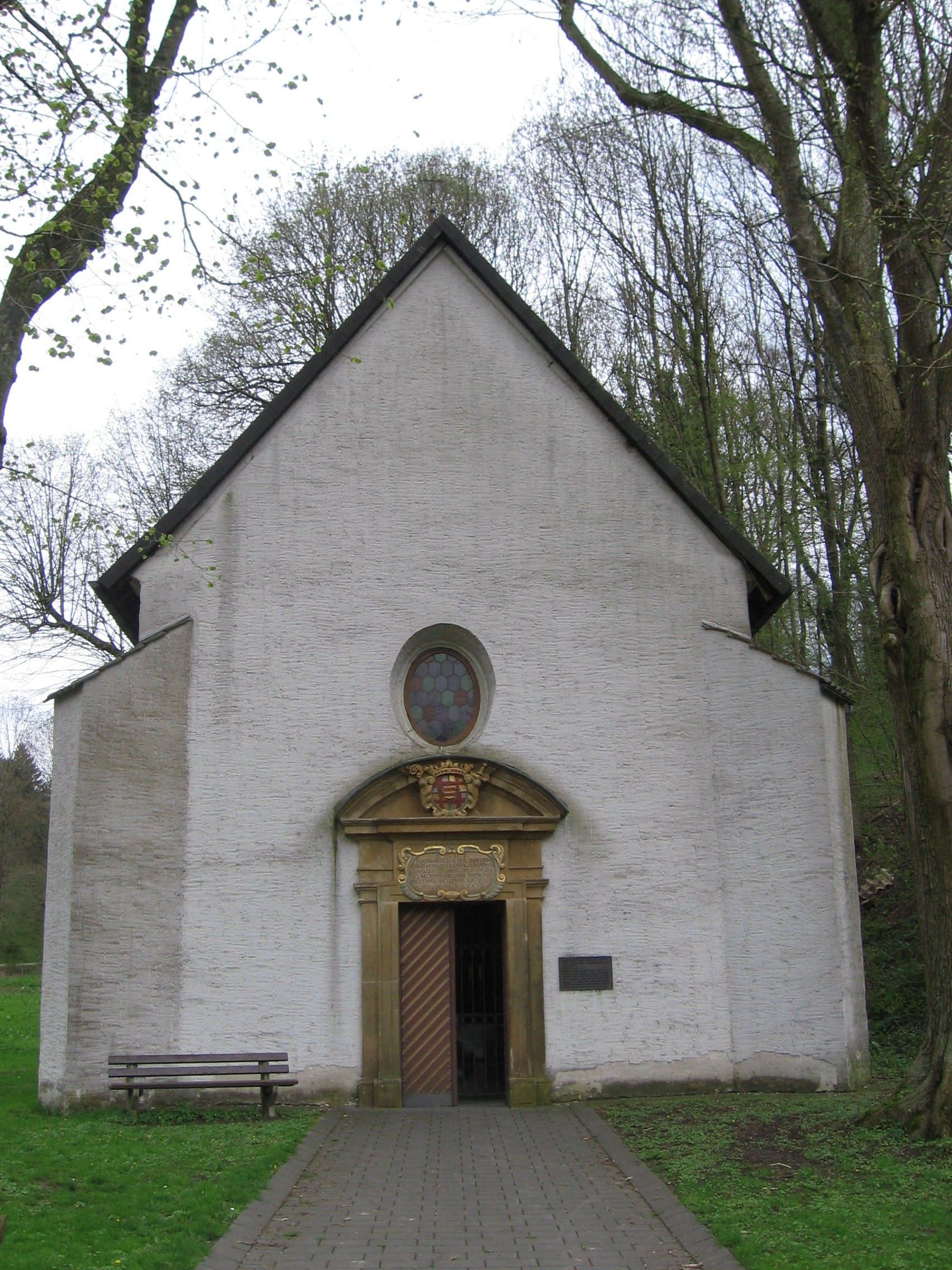
Kluskapelle
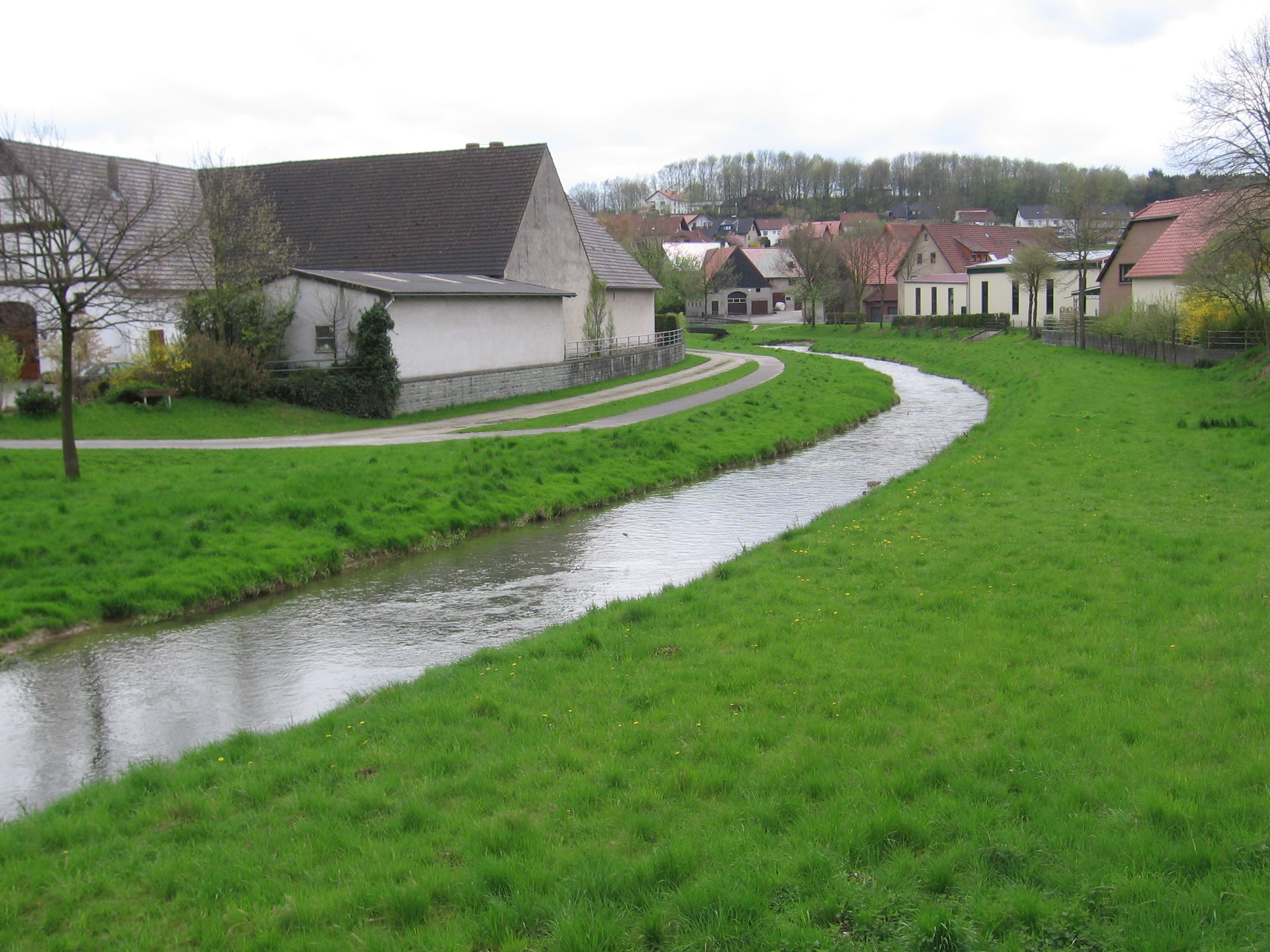
Het riviertje Altenau te Etteln

Voor gegevens over o.a. geschiedenis, zie verder onder Borchen.